# جان هری گرنجر
جان هری گرنجر(به انگلیسی: John Harry Grainger) (زاده ۳۰ نوامبر ۱۸۵۴ - درگذشته ۱۵ آوریل ۱۹۱۷ معمار و مهندس عمران زادهٔ انگلیس و پدر پرسی گرنجر موسیقیدان بود که در سال ۱۸۷۷ به استرالیا مهاجرت کرد. او ۱۴ پل از جمله پل پرنسس را در ملبورن طراحی کرد.

## طراحی پل

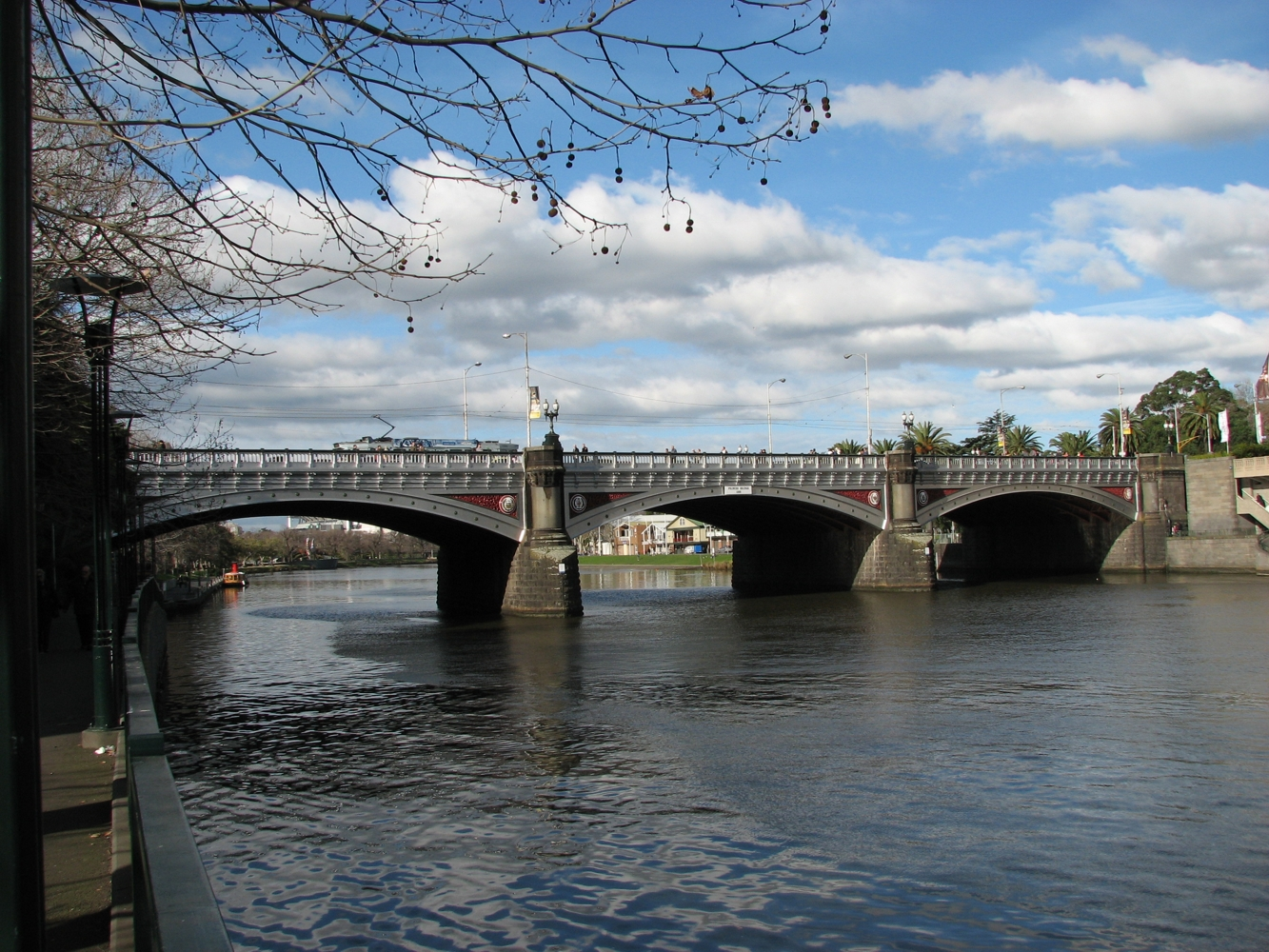
پل پرنسس، ملبورن، طراحی توسط جان گرنجر

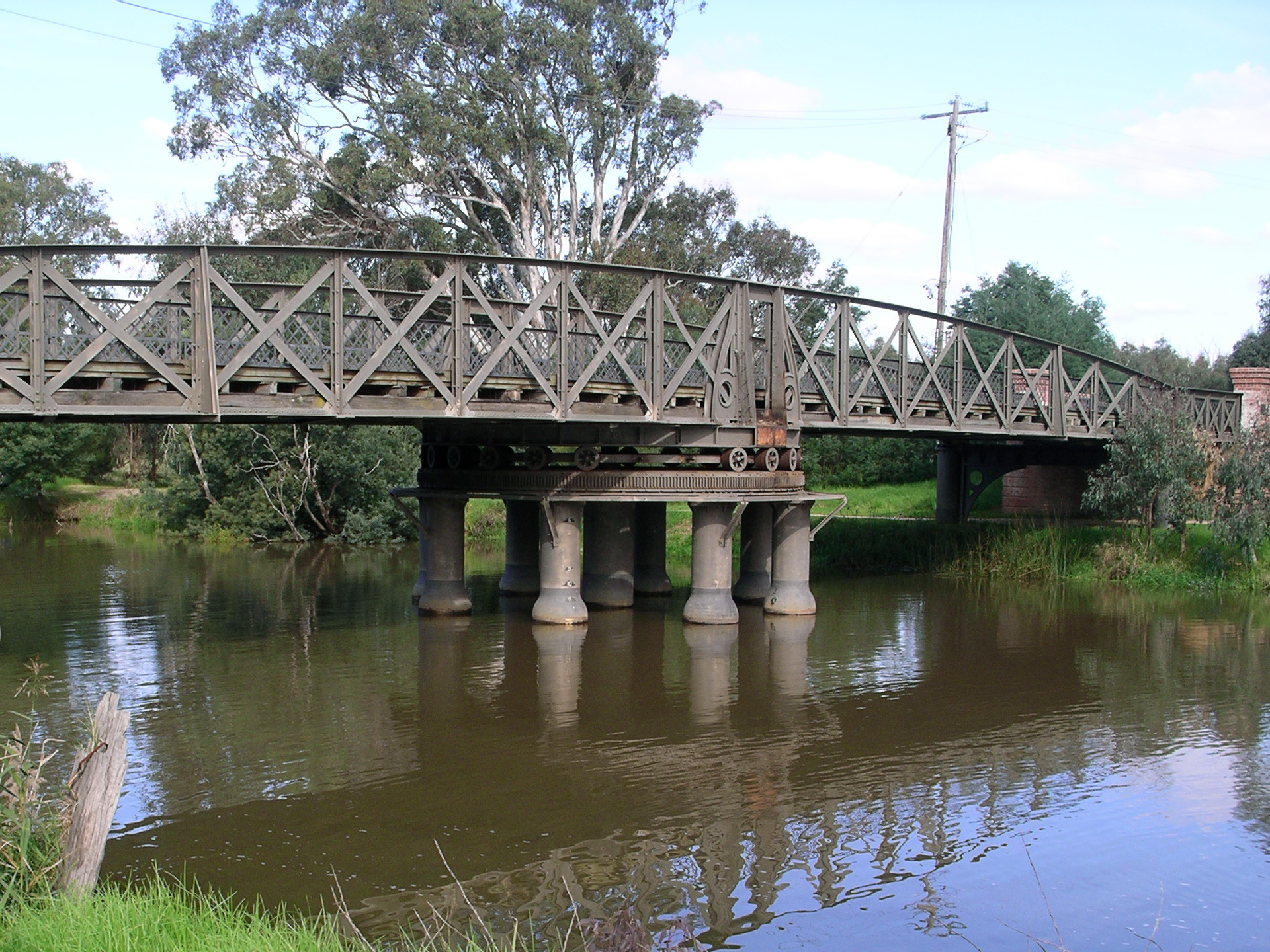
پل معلق سِیل، در نمای بسته

در اوت ۱۸۷۹ در حالی که تنها ۲۴ سال داشت، پل آلبرت آدلاید را طراحی کرد و در حالی که هنوز ساکن آدلاید بود وارد مشارکتی (جنکینز و گرنجر که گاهی اوقات گرنجر نوشته می‌شد) در ملبورن شد که طی آن باید دو پل جدید در ویکتوریا ساخته می‌شد. یکی پل پرنسس بر روی رود یارا در ملبورن و دیگری پل معلق منحصر به‌فردی در روی رودخانه لاتروب در شهر سِیل بود. هر دوی، آن‌ها کاملاً کار خود او بودو به خاطر هر دوی آن‌ها جایزهٔ اول پرسود را برده و بدنبال آن پل‌های معتبری را طراحی کرد.
او بر بیماری مزمن غلبه کرده و توانست حداقل ۱۵ پل و ۵ طرح آبیاری، و تعداد زیادی ساختمان طراحی کند که بیشتر آن‌ها به عنوان میراث فرهنگی استرالیا و نیوزیلند به ثبت رسیده است.: p.۱ 